# Osusznica (struga)
Osusznica – struga, lewostronny dopływ Prądzonej o długości 11,62 km.
Struga płynie na Równinie Charzykowskiej w regionie Kaszub zwanym Gochami. Źródła strugi znajdują się na południe od jeziora Trzebielskiego. Struga przepływa przez Osusznicę.